# Akosombodammen
Akosombodammen är en dammbyggnad i Ghana. Den ligger i den sydöstra delen av landet, 90 km norr om huvudstaden Accra. Dammen ligger 25 meter över havet.
Terrängen runt Akosombodammen är huvudsakligen lite kuperad. Dammen ligger nere i en dal. Runt Akosombodammen är det ganska tätbefolkat, med 111 invånare per kvadratkilometer. Omgivningarna runt dammen är en mosaik av jordbruksmark och naturlig växtlighet.